# Asclepiadeae
Tribu
Les Asclepiadeae sont une tribu de plantes de la famille des Apocynaceae (ordre des Gentianales). 

## Sous-tribus
Cette tribu est divisée entre les sous-tribus suivantes :
- Astephaninae Endl. ex Meisn.
- Asclepiadinae Decne. ex Miq.
- Cynanchinae K. Schum.
- Tylophorinae K. Schum.
- Pentacyphinae Liede & Meve
- Diplolepinae Liede & Meve
- Metastelmatinae Endl. Ex Meisn.
- Orthosiinae Liede &Rapini
- Oxypetalinae E. Fourn.
- Tassadiinae Liede & Meve
- Gonolobinae G. Don ex Liede

## Liste des sous-tribus, genres
Selon NCBI (6 mai 2020) :
- sous-tribu des Asclepiadinae Decne. ex Miq., 1857
  - genre Asclepias L., 1753
  - genre Aspidoglossum E.Mey.
  - genre Aspidonepsis Nicholas & Goyder
  - genre Calciphila Liede & Meve
  - genre Calotropis R.Br.
  - genre Cordylogyne E.Mey.
  - genre Fanninia Harv.
  - genre Glossostelma Schltr.
  - genre Gomphocarpus R.Br.
  - genre Kanahia
  - genre Margaretta Oliv., 1875
  - genre Miraglossum Kupicha
  - genre Oxystelma
  - genre Pachycarpus E.Mey.
  - genre Parapodium E.Mey., 1838
  - genre Pergularia L.
  - genre Schizoglossum E.Mey.
  - genre Solenostemma
  - genre Stathmostelma K.Schum.
  - genre Stenostelma Schltr., 1894
  - genre Trachycalymma Bullock
  - genre Woodia Schltr.
  - genre Xysmalobium R.Br.
- sous-tribu des Astephaninae Endl. ex Meisn., 1840
  - genre Astephanus R.Br., 1810
  - genre Microloma
  - genre Oncinema
- sous-tribu des Cynanchinae K.Schum., 1895
  - genre Adelostemma
  - genre Cynanchum L., 1753
  - genre Glossonema Decne., 1838
  - genre Graphistemma (Champ. ex Benth.) Champ. ex Benth.
  - genre Holostemma R.Br., 1809
  - genre Metaplexis R.Br., 1810
  - genre Odontanthera
  - genre Pentarrhinum
  - genre Raphistemma Wall., 1831
  - genre Schizostephanus Hochst. ex K.Schum.
  - genre Seshagiria Ansari & Hemadri
- sous-tribu des Tylophorinae K.Schum., 1895
  - genre Biondia Schltr.
  - genre Blyttia Arn.
  - genre Diplostigma K.Schum.
  - genre Goydera
  - genre Pentatropis R.Br. ex Wight & Arn., 1834
  - genre Pleurostelma
  - genre Rhyncharrhena F.Muell.
  - genre Tylophora R.Br., 1810
  - genre Vincetoxicum Wolf, 1776
- Asclepiadeae incertae sedis
  - genre Amblyopetalum (Griseb.) Malme
  - genre Dactylostelma Schltr.
  - genre Gonioanthela
  - genre Lagarinthus E.Mey.
  - genre Macroditassa Malme, 1927
  - genre Metalepis Griseb., 1866
  - genre Sarcostemma
- « MOOG clade »
  - genre Anemotrochus Mangelsdorff, Meve & Liede, 2016
  - genre Araujia Brot.
  - genre Barjonia Decne.
  - genre Blepharodon Decne.
  - genre Dictyanthus Decne., 1844
  - genre Diplolepis R.Br., 1810
  - genre Ditassa R.Br.
  - genre Fischeria DC.
  - genre Funastrum E.Fourn., 1882
  - genre Gonolobus Michx.
  - genre Hemipogon Decne., 1844
  - genre Jobinia E.Fourn., 1885
  - genre Macroscepis Kunth, 1819
  - genre Matelea Aubl., 1775
  - genre Metastelma R.Br., 1810
  - genre Minaria Konno & Rapini, 2006
  - genre Monsanima Liede & Meve, 2013
  - genre Morrenia
  - genre Nautonia Decne., 1844
  - genre Nephradenia Decne., 1844
  - genre Orthosia Decne., 1844
  - genre Oxypetalum R.Br., 1810
  - genre Pentacyphus Schltr., 1906
  - genre Peplonia Decne., 1844
  - genre Petalostelma E.Fourn., 1885
  - genre Pherotrichis Decne., 1838
  - genre Philibertia
  - genre Polystemma
  - genre Schistogyne
  - genre Schubertia Mart.
  - genre Scyphostelma Baill., 1890
  - genre Suberogerens Morillo, 2015
  - genre Tassadia Decne., 1844
  - genre Topea Aenigma H.A.Keller, 2017
  - genre Tweedia Hook. & Arn., 1835
  - genre Tylodontia Griseb., 1866